# Melchor Ortega Camarena
Melchor Ortega Camarena (16 de enero de 1896, Chamacuero, Guanajuato, México - 7 de febrero de 1971, Papanoa, Guerrero, México) fue un político mexicano. Fue diputado federal de 1924 a 1930, gobernador de Guanajuato de 1932 a 1935 y presidente del Partido Nacional Revolucionario en 1933.

## Primeros años
Melchor Ortega Camarena nació el 16 de enero de 1896 en Chamacuero, Guanajuato —actual Comonfort—. Fue hijo de Encarnación Ortega y Amelia Camarena. Durante su adolescencia trabajó como telegrafista para el Ferrocarriles Nacionales de México en la localidad de Empalme de González, cercana a Chamacuero. En 1914, durante la Revolución Mexicana, se incorporó al ejército constitucionalista, bajo el mando del general Álvaro Obregón.

## Trayectoria política
En 1920 fue nombrado presidente municipal de Uruapan, Michoacán, por Álvaro Obregón. Fue diputado federal en representación del distrito 11 del estado de Michoacán del 1 de septiembre de 1924 al 30 de agosto de 1930, durante la XXXI, XXXII y XXXIII Legislatura del Congreso de la Unión. En las elecciones estatales de Guanajuato de 1932 fue nombrado gobernador del estado. Ocupó el cargo del 26 de septiembre de 1932 al 25 de septiembre de 1935. Del 5 de mayo al 6 de junio de 1933 pidió licencia del cargo de gobernador para ser presidente del Partido Nacional Revolucionario (PNR), cargo que ejerció del 12 de mayo al 9 de junio de 1933. Durante su mandato como presidente del partido, el PNR nombró a Lázaro Cárdenas del Río como su candidato para las elecciones presidenciales de 1934.
En 1936 partió al exilio luego de que Lázaro Cárdenas expulsara del país a Plutarco Elías Calles, quien había apadrinado su carrera política. Regresó a México en 1946 y vivió en el Estado de Guerrero, dónde se dedicó a la industria maderera. Murió asesinado el 7 de febrero de 1971 en Papanoa, Guerrero.